# Richard Oliver Collin
Richard Oliver Collin (* 22. April 1940 in Buffalo, New York State, USA) ist ein US-amerikanischer Schriftsteller und Hochschullehrer für Politikwissenschaft.

## Leben
Richard Oliver Collin stammt aus einer anglo-irischen Familie und wuchs in Buffalo, Bundesstaat New York, auf. Er bekam aufgrund herausragender Leistungen am dortigen Canisius College Stipendien, Danforth and Woodrow Wilson scholarships, für das Studium an der renommierten Harvard University. Noch bevor er dort einen Abschluss machen konnte, bekam er die Einberufung zum Wehrdienst in der U.S. Army. Nach einer intensiven Schulung in Geheimdienstmethoden verbrachte er zwei Jahre im Verteidigungsministerium der Vereinigten Staaten im Stab des Stellvertretenden Leiters des Militärischen Geheimdiensts. Dort arbeitete er als Analyst und Verbindungsoffizier für den Bereich  Angelegenheiten im Mittleren Osten sowie Nordafrika. Man beförderte ihn nach und nach in den militärischen Rang eines Captain. Ab 1967 wechselte er für insgesamt fünf Jahre als Zivilbeamter des Defense Intelligence Agency (DIA) zur US-Botschaft in Rom. Dort war er Chef des Intelligence Collection Branch der DIA für Italien. Während der Jahre in Rom machte er zugleich seinen Master-Abschluss in Politikwissenschaft am Kansas University Center for Mediterranean Studies in Rom. Weitere fünf Jahre arbeitete er für den US-Geheimdienst an wechselnden Einsatzorten im Nahen und Fernen Osten und Afrika.
Nach seinem Ausscheiden aus der militärischen Laufbahn auf eigenen Wunsch nahm er 1977 seine akademische Karriere wieder auf und wurde am Oriel College der Oxford University mit einer Doktorarbeit über zeitgenössische europäische Politik und politische Gewalt promoviert. Nach zwei Jahrzehnten im Ausland kehrte er in die USA zurück, um ab 1984 eine Professur für Politikwissenschaft an der Coastal Carolina University in South Carolina anzutreten. Dort blieb er von da an beruflich verwurzelt, unterbrochen lediglich von beruflichen Reisen und Gastprofessuren an der Queen’s University in Belfast 1992 und am University College Northampton 1996. Sein aktuelles Forschungsgebiet ist der Zusammenhang zwischen Sprachen und politischen Konflikten. Zwischen 1996 und 2001 wurde er ausgezeichnet als Kearns-Palmetto Professor of the Humanities.
Richard Oliver Collin ist verheiratet und Vater zweier erwachsener Söhne und lebt in der Universitätsstadt Conway.

## Literarisches und wissenschaftliches Profil
Als Politikwissenschaftler hat Collins die im Umfeld seiner Geheimdiensttätigkeit in Italien gewonnenen umfangreichen historischen und zeitgenössischen Hintergrund-Kenntnisse über dieses Land vielfach in eigenen Buchpublikationen verarbeitet und allgemein zugänglich gemacht. In seiner ersten Veröffentlichung, The De Lorenzo Gambit: the Italian coup manqué of 1964 von 1976 beschreibt er einen fehlgeschlagenen Staatsstreich. Seine Doktorarbeit schrieb er über die italienische Politik, die Innere Sicherheit von Giolitti bis Mussolini. Sein beim Verlag Rusconi auf Italienisch publiziertes Buch La Donna che Sparò a Mussolini war in Italien ein Bestseller.
In Contessa gibt Collins eine belletristische Darstellung der italienischen Geschichte 1911–1922. Zutaten sind die Rolle des Adels, eine Liebesbeziehung sowie die Auswirkung der damals stark ausgeprägten sozialen Ungleichheit. In Imbroglio (Dt.: Römische Zustände) verarbeitet er die von ihm als Sachbuch bereits publizierten Geschehnisse um einen Beinahe-Putsch der italienischen Rechtsextremen als Roman-Stoff. Es gelingt ihm, glaubwürdige Charaktere und Verhaltensweisen in witzig-dramatischen Situationen und mit ebenso viel Drive wie psychologischer Grundierung darzustellen. Der erfolgreiche Roman erlebte mehrere Auflagen und führte zu einer Lizenzierung weiterer belletristischer Buchveröffentlichungen beim Knaur-Verlag in Deutschland. Von einer Verfilmung ist bemerkenswerterweise nichts bekannt.

## Werke
- Der Mann ohne Namen. Thriller. Droemer Knaur, München 1996.
- Contessa. Historischer Roman. Knaur, München 1995 637 S, ISBN 3-426-60307-1.
- Winter of Fire: the Abduction of General Dozier and the Downfall of the Red Brigades. Dutton Penguin, New York 1990
- La Donna che Sparò a Mussolini. Rusconi, Rom 1988. (The Woman Who Shot Mussolini)
- The Italian Police and Internal Security from Giolitti to Mussolini. Univ., Dissertation. Oxford 1983.
- Römische Zustände. Roman. Piper, München 1987. (original: Imbroglio, London 1981)
- The De Lorenzo Gambit: the Italian coup manqué of 1964. Sage Publ., Beverly Hills 1976.